# 27e Infanteriedivisie (Wehrmacht)
De 27e Infanteriedivisie (Duits: 27. Infanterie-Division) was een Duitse infanteriedivisie in de Heer tijdens de Tweede Wereldoorlog.

## Geschiedenis
Op 1 oktober 1936 werd de 27e Infanteriedivisie in Wehrkreis VII (7e militaire district) als onderdeel van de 1. Aufstellungswelle (vrije vertaling: 16e opstellingsgolf) in Augsburg opgesteld.
De divisie nam deel aan de Poolse Veldtocht en de slag om Frankrijk. Op 1 november 1940 werd de 27e Infanteriedivisie omgevormd tot de 17. Panzer-Division  (17e Pantserdivisie).

## Commandanten[2][3][4]
| Rang            | Naam                  | Begin          | Eind               |
| --------------- | --------------------- | -------------- | ------------------ |
| Generalmajor    | Emil Reischle         | 1 oktober      | 21 december 1936   |
| Generalleutnant | Friedrich Bergmann    | 1 januari 1937 | 5 - 8 oktober 1940 |
| Generalleutnant | Hans-Jürgen von Arnim | 5 oktober 1940 | 1 november 1940    |

## Gebieden van operaties
- Polen: september 1939 - mei 1940
- Frankrijk: mei 1940 - november 1940

## Samenstelling
- Infanterie-Regiment 40
- Infanterie-Regiment 63
- Infanterie-Regiment 91
- Artillerie-Regiment 27
- Feldersatz-Bataillon 27
- Aufklärungs-Abteilung 27
- Panzerjäger-Abteilung 27
- Pionier-Bataillon 27
- Nachrichten-Abteilung 27
- Infanterie-Divisions-Nachschubführer 27

## Bekende leden van de 27e Infanteriedivisie
- Karl Herzog, Generalmajor in de Bundeswehr en plaatsvervangend Kommandierender General van het II. Korps
- Fritz Lindemann, General der Artillerie en deelnemer complot 20 juli 1944[2]